# Ministre adjoint au président du gouvernement
Le ministre adjoint au président du gouvernement (en espagnol : Ministro adjunto al Presidente del Gobierno) est un ministre sans portefeuille rattaché à la présidence du gouvernement espagnole.
Il a existé entre juillet 1977 et février 1981, puis de décembre 1981 à juillet 1982.

## Missions

### Fonctions
Le ministre adjoint exerce les fonctions qui lui sont confiées par le président du gouvernement. Si certains ont exercé des responsabilités bien précisés, d'autres étaient spécifiquement indiqués comme étant « sans portefeuille » (en espagnol : sin cartera).

### Organisation
Chaque ministre adjoint compte avec l'appui d'un secrétaire général (en espagnol : Secretario General) propre. La plupart ont également disposé d'un secrétaire général technique (en espagnol : Secretario General Técnico).

## Histoire
Les deux premiers ministres adjoints sont nommés par Adolfo Suárez en juillet 1977. Ils sont alors dotés de responsabilités spécifiques. Le premier ministre adjoint sans portefeuille apparaît en avril 1979. Tous les postes sont supprimés par Leopoldo Calvo-Sotelo en février 1981, mais il récupère cette figure exécutive entre décembre 1981 et juillet 1982. Elle a depuis totalement disparu.

## Titulaires
| Nom | Nom                         | Dates      | Dates      | Fonction                             | Parti | Gouvernement(s) |
| --- | --------------------------- | ---------- | ---------- | ------------------------------------ | ----- | --------------- |
|     | Manuel Clavero              | 05/07/1977 | 06/04/1979 | Régions                              | UCD   | Suárez II       |
|     | Ignacio Camuñas             | 05/07/1977 | 29/09/1977 | Relations avec les Cortes Generales  | UCD   | Suárez II       |
|     | Joaquín Garrigues Walker    | 06/04/1979 | 03/05/1980 | Sans portefeuille                    | UCD   | Suárez III      |
|     | Rafael Arias-Salgado        | 06/04/1979 | 18/01/1980 | Relations avec les Cortes Generales  | UCD   | Suárez III      |
|     | Rafael Arias-Salgado        | 18/01/1980 | 03/05/1980 | Coordination des Affaires politiques | UCD   | Suárez III      |
|     | Sebastián Martín-Retortillo | 03/05/1980 | 27/02/1981 | Administration publique              | UCD   | Suárez III      |
|     | Juan Antonio Ortega         | 03/05/1980 | 09/09/1980 | Coordination législative             | UCD   | Suárez III      |
|     | Pío Cabanillas              | 09/09/1980 | 27/02/1981 | Sans portefeuille                    | UCD   | Suárez III      |
|     | Jaime Lamo de Espinosa      | 02/12/1981 | 30/07/1982 | Sans portefeuille                    | UCD   | Calvo-Sotelo    |